# 霍爾效應

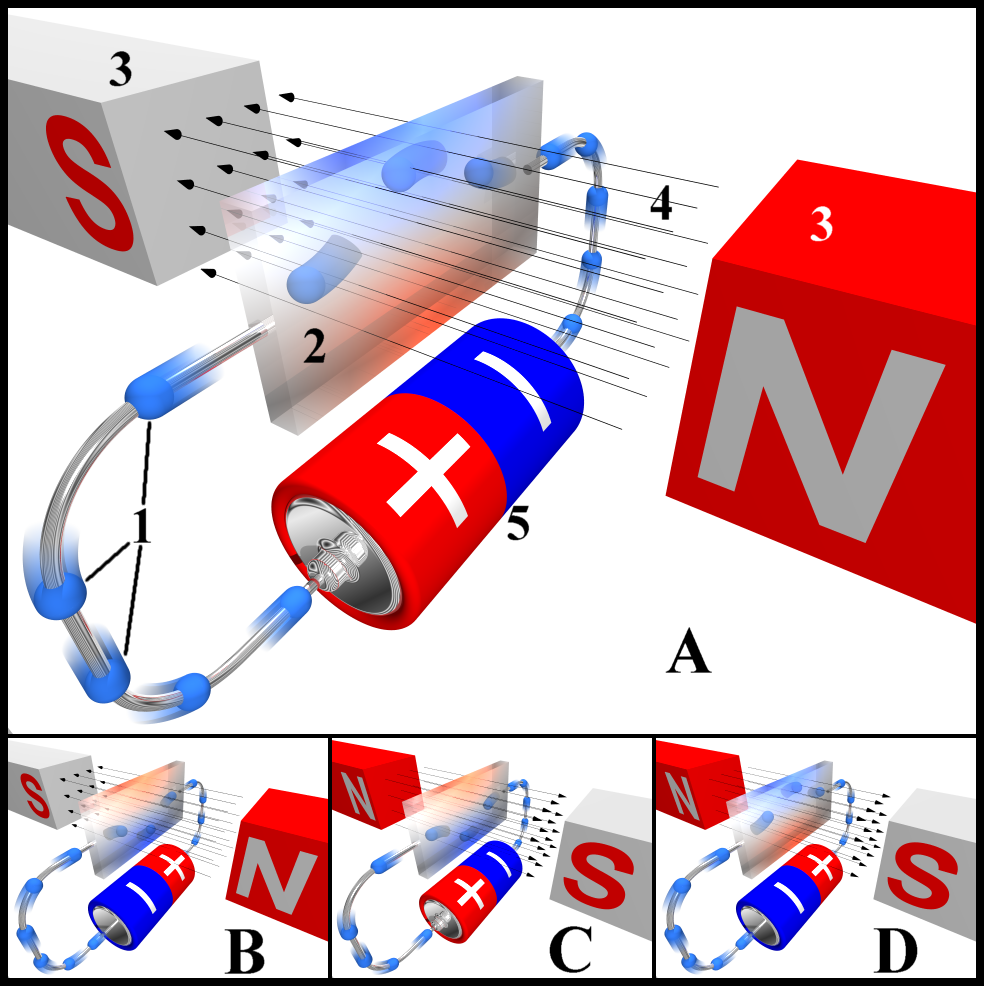
（1）電子、（2）導體、（3）磁鐵、（4）磁場、（5）電源

霍爾效應（英語：Hall effect）是指當固體導體放置在一個磁場內，且有電流通過時，導體內的電荷載子受到洛伦兹力而偏向一邊，繼而產生電壓（霍爾電壓）的现象。電壓所引致的電場力會平衡勞侖茲力。通過霍爾電壓的極性，可證實導體內部的電流是由帶有負電荷的粒子（自由電子）之運動所造成。霍爾效應於1879年由埃德溫·霍爾發現。
霍尔效应产生之霍尔电压一般可表达为：
{\displaystyle V_{H}={\frac {IBR_{H}}{d}}}
其中，{\displaystyle I} 为流经导体的电流，{\displaystyle B} 为施加于导体的磁场，{\displaystyle R_{H}} 为该导体材料的霍尔系数，{\displaystyle d} 为导体在磁场方向上的厚度。除導體外，半導體也能產生霍爾效應，而且半導體的霍爾效應要強於導體。

## 發現
1879年，埃德溫·赫伯特·霍爾（Edwin Herbert Hall）在馬里蘭州約翰霍普金斯大學攻讀博士時發現了霍爾效應。這一發現依靠設計精巧的儀器，比電子的發現還要早18年。

## 解釋

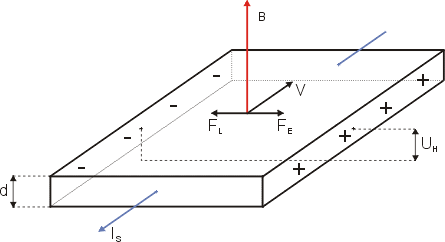
霍尔效应产生的电压出现于和电流及磁场同时垂直的方向上

在導體上外加與電流方向垂直的磁場，會使得導線中的電子受到洛伦兹力而聚集，从而在电子聚集的方向上产生一个电场，此一電場將會使後來的電子受到電力作用而平衡掉磁場造成的勞侖茲力，使得後來的電子能順利通過不會偏移，此稱為霍爾效應。而產生的內建電壓稱為霍爾電壓。
方便起見，假設導體為一個長方體，长宽高分別為{\displaystyle L}、{\displaystyle b}、{\displaystyle d}，磁場（磁感应強度為{\displaystyle B}）垂直於距離為{\displaystyle d}的上下表面，電流垂直于距離為{\displaystyle b}的前后表面，電流{\displaystyle I=nqv(Ld)}，{\displaystyle n}為電荷密度。設霍爾電壓為{\displaystyle V_{H}}，導體沿霍爾電壓方向的電場為{\displaystyle {\frac {V_{H}}{L}}}。
{\displaystyle F_{e}=F_{m}}
{\displaystyle {\frac {V_{H}}{L}}q=qvB}
{\displaystyle {\frac {V_{H}}{L}}={\frac {I}{nq(Ld)}}B}
{\displaystyle V_{H}={\frac {IB}{nqd}}}

## 外部連結
- Edwin Hall, "On a New Action of the Magnet on Electric Currents". American Journal of Mathematics vol 2 1879.